# نهر بيروج
نهر بيروج هو نهر رئيسي في جنوب غرب كاليدونيا الجديدة (مجموعة جزر في المحيط الهادئ تتبع إداريا إلى فرنسا). يتدفق في البحر في خليج بيروج. يشتهر باحتياطياته من الأفيوليت. 